# Mohamed Fairuz Fauzy
Mohamed Fairuz Fauzy (Kuala Lumpur, 24 de outubro de 1982) é um automobilista malaio. Disputou em 2005, 2006 e 2008 a GP2 Series. Também defendeu a A1 Team Malásia.
Em 14 de dezembro de 2009, foi anunciado como terceiro piloto da nova equipe Lotus para a temporada de 2010 da Fórmula 1.